# Пурушартха
Пуруша́ртха (санскр. पुरुष-अर्थ, IAST: puruṣa-artha) или чатурартха (IAST: caturartha) — четыре цели человеческой жизни в индуизме. Этими целями являются:
1. Дхарма (dharma от dhar — «держать», «устанавливать») — мораль и праведность
2. Артха (artha — «суть», «польза») — материальное процветание
3. Кама (kāma— «любовь») — чувственные наслаждения
4. Мокша (от muc — «освобождать») — освобождение из круговорота рождения и смерти (сансары)

Исторически сначала получили своё определение первые три цели, дхарма, артха и кама, которые на санскрите называются три-варга. Позднее была сформулирована и четвёртая цель, мокша (чатур-варга). В современной индуистской философии, концепция четырёх пурушартх олицетворяет удовлетворение физических, эмоциональных и духовных нужд человека. Часто проводят параллель между четырьмя пурушартхами и ведийской системой варнашрамы.
Ашрамы:
- Брахмачарья — первый период жизни, стадия обучения, которую ученик проводит как монах, практикуя половое воздержание и занимаясь служением гуру, получая от него духовное знание.
- Грихастха — семейная жизнь, работа. В этом ашраме осуществляются пурушартхи камы и артхи. Долг семьянина-индуса заключается в поддержании своих родителей, детей, гостей и святых личностей.
- Ванапрастха — уход от дел и подготовка к полному отречению от материального мира. На этой стадии, все материальные обязанности постепенно передаются уже взрослым детям и больше времени посвящается духовным практикам и паломничеству в святые места.
- Санньяса — последний этап жизни, стадия полного отречения от материального мира, которая характеризуется аскетизмом и полным посвящением самосознанию и духовным практикам. В этом ашраме осуществляется необходимая подготовка к моменту смерти и достижению мокши[4].